# Erik Stegink
Erik T.W. Stegink is een Nederlands varkenshouder die sinds 2021 partijvoorzitter van de BoerBurgerBeweging (BBB) is. Stegink is samen met Tweede Kamerlid Caroline van der Plas medeoprichter van deze politieke partij. Bij de Tweede Kamerverkiezingen van 2021 stond hij als derde op de kandidatenlijst van BBB en behaalde 4.497 stemmen.
Hiervoor was Stegink ruim 25 jaar lokaal actief voor Algemeen Plattelands Belang in de toenmalige gemeente Bathmen en daarna Gemeentebelang in Deventer.